# Czechrak (chutor w Adygei)
Czechrak (ros. Чехрак) – chutor w Rosji, w Adygei, w rejonie koszechablskim. W 2010 liczył 17 mieszkańców.